# Vaux-Rouillac
Vaux-Rouillac és un municipi francès situat al departament del Charente i a la regió de la Nova Aquitània. L'any 2007 tenia 299 habitants.

## Demografia

### Població
El 2007 la població de fet de Vaux-Rouillac era de 299 persones. Hi havia 132 famílies de les quals 36 eren unipersonals (24 homes vivint sols i 12 dones vivint soles), 52 parelles sense fills, 40 parelles amb fills i 4 famílies monoparentals amb fills.
La població ha evolucionat segons el següent gràfic:
Habitants censats

### Habitatges
El 2007 hi havia 155 habitatges, 134 eren l'habitatge principal de la família, 9 eren segones residències i 12 estaven desocupats. 148 eren cases i 6 eren apartaments. Dels 134 habitatges principals, 110 estaven ocupats pels seus propietaris, 19 estaven llogats i ocupats pels llogaters i 5 estaven cedits a títol gratuït; 9 tenien dues cambres, 19 en tenien tres, 24 en tenien quatre i 82 en tenien cinc o més. 96 habitatges disposaven pel capbaix d'una plaça de pàrquing. A 51 habitatges hi havia un automòbil i a 64 n'hi havia dos o més.

### Piràmide de població
La piràmide de població per edats i sexe el 2009 era:
| Homes | Edats   | Dones |
| ----- | ------- | ----- |
| 0     | 95 o +  | 0     |
| 0     | 90 a 94 | 0     |
| 4     | 85 a 89 | 4     |
| 0     | 80 a 84 | 4     |
| 16    | 75 a 79 | 8     |
| 8     | 70 a 74 | 16    |
| 16    | 65 a 69 | 12    |
| 12    | 60 a 64 | 8     |
| 0     | 55 a 59 | 8     |
| 24    | 50 a 54 | 4     |
| 12    | 45 a 49 | 4     |
| 12    | 40 a 44 | 16    |
| 8     | 35 a 39 | 16    |
| 8     | 30 a 34 | 0     |
| 0     | 25 a 29 | 8     |
| 4     | 20 a 24 | 0     |
| 12    | 15 a 19 | 8     |
| 16    | 10 a 14 | 4     |
| 8     | 5 a 9   | 4     |
| 0     | 0 a 4   | 4     |

## Economia
El 2007 la població en edat de treballar era de 187 persones, 142 eren actives i 45 eren inactives. De les 142 persones actives 138 estaven ocupades (75 homes i 63 dones) i 4 estaven aturades (4 homes). De les 45 persones inactives 26 estaven jubilades, 9 estaven estudiant i 10 estaven classificades com a «altres inactius».

### Ingressos
El 2009 a Vaux-Rouillac hi havia 135 unitats fiscals que integraven 305 persones, la mediana anual d'ingressos fiscals per persona era de 18.335 €.

### Activitats econòmiques
Dels 11 establiments que hi havia el 2007, 2 eren d'empreses alimentàries, 2 d'empreses de construcció, 3 d'empreses de comerç i reparació d'automòbils, 1 d'una empresa immobiliària, 2 d'empreses de serveis i 1 d'una empresa classificada com a «altres activitats de serveis».
L'únic servei als particulars que hi havia el 2009 era un paleta.
L'únic establiment comercial que hi havia el 2009 era una fleca.
L'any 2000 a Vaux-Rouillac hi havia 28 explotacions agrícoles que ocupaven un total de 936 hectàrees.

## Equipaments sanitaris i escolars
El 2009 hi havia una escola elemental integrada dins d'un grup escolar amb les comunes properes formant una escola dispersa.

## Poblacions més properes
El següent diagrama mostra les poblacions més properes.